# Théorie algébrique des graphes

Le graphe de Petersen, qui possède 10 sommets et 15 arêtes. Hautement symétrique, il est en particulier distance-transitif. Son groupe d'automorphisme a 120 éléments et est en fait le groupe symétrique S5. De diamètre 2, il possède 3 valeurs propres.

En mathématiques, la théorie algébrique des graphes utilise des méthodes algébriques pour résoudre des problèmes liés aux graphes, par opposition à des approches géométriques, combinatoires ou algorithmiques. On distingue trois branches principales au sein de la théorie algébriques des graphes, fondées respectivement sur l'algèbre linéaire, la théorie des groupes et l'étude des invariants de graphe. 

## Branches de la théorie algébrique des graphes

### Algèbre linéaire
Une première approche possible, dite théorie spectrale des graphes, consiste en l'étude des graphes dans le cadre de l'algèbre linéaire. Elle s'intéresse en particulier au spectre des matrices que l'on peut associer à un graphe, comme la matrice d'adjacence ou la matrice laplacienne normalisée. Des relations entre le spectre du graphe et ses propriétés sont établies. Par exemple, un graphe connexe de diamètre D aura au moins D+1 valeurs propres distinctes. Cette approche est notamment utilisée dans l'étude de la synchronisabilité des réseaux.

### Théorie des groupes
Une seconde approche est fondée sur la théorie des groupes et étudie les automorphismes de graphe. Cette branche s'intéresse à des ensembles de graphes définis à partir de propriétés de symétrie, tels que les graphes symétriques, les graphes sommet-transitifs, les graphes arête-transitifs, les graphes distance-transitifs, les graphes distance-réguliers ou les graphes fortement réguliers, et aux relations d'inclusion entre ces ensembles.
Le théorème de Frucht affirme par ailleurs que tout groupe peut être vu comme le groupe des automorphismes d'un graphe non orienté connexe, et même d'un graphe cubique. Un autre lien avec la théorie des groupes sont les graphes de Cayley qui encodent la structure d'un groupe.
Les propriétés de symétrie d'un graphe ont des répercussions sur son spectre. Informellement, un graphe hautement symétrique a peu de valeurs propres distinctes, à l'instar du graphe de Petersen qui en possède 3, ce qui est le minimum pour un graphe de diamètre 2. Le spectre d'un graphe de Cayley peut quant à lui être relié à la structure du groupe et en particulier à ses caractères irréductibles.

### Invariants de graphes
Une troisième approche étudie les invariants de graphes comme le polynôme chromatique, qui compte les colorations distinctes d'un graphe, ou le polynôme de Tutte.